# Нікельтау
Нікельта́у (каз. Никельтау) — село у складі Хромтауського району Актюбінської області Казахстану. Адміністративний центр та єдиний населений пункт Нікельтауського сільського округу.
Населення — 925 осіб (2021; 932 у 2009, 886 у 1999, 1155 у 1989).